# Station Knockholt
Station Knockholt is een spoorwegstation van National Rail in Chelsfield in de London Borough of Bromley in het zuidoosten van Groot-Londen, Engeland. Het station is eigendom van Network Rail en wordt beheerd door Southeastern.